# John Robinson (hockey sur gazon)
Pour les articles homonymes, voir John Robinson et Robinson.
John Yate Robinson, né le 6 août 1885 à Burton upon Trent et mort le 23 août 1916 à Roehampton, est un joueur de hockey sur gazon britannique.

## Biographie
John Robinson est un joueur de hockey sur gazon de l'équipe de l'Université d'Oxford de 1906 à 1909, étant capitaine en 1909. Ses freres Laurence, en 1908, et Hugh, en 1912, sont capitaines de l'équipe de l'Université de Cambridge. Il fait partie de l'équipe d'Angleterre de hockey sur gazon sacrée sous les couleurs de la Grande-Bretagne championne olympique aux Jeux olympiques de 1908 à Londres.
Il devient capitaine du North Staffordshire Regiment (en) durant la Première Guerre mondiale et meurt en 1916 à Roehampton des suites de blessures reçues lors de la campagne de Mésopotamie.